# Igumnicewo
Igumnicewo (ros. Игумницево) – wieś w Rosji, w rejonie mieżdurieczeńskim obwodu wołogodzkiego. W 2010 r. liczyła 386 mieszkańców.